# IEEE Information Theory Society
La société IEEE Information Theory Society (abrégé en ITS ou ITSoc), anciennement appelée IEEE Information Theory Group, est une société professionnelle de l'Institut des ingénieurs électriciens et électroniciens (IEEE) ; elle est axée sur plusieurs aspects de l'information : son traitement, sa transmission, son stockage et son utilisation ; plus généralement les « fondements du processus de communication »,.

## Histoire
La société a été fondée en 1951 lors de la prmeière réunion du IRE Professional Group on Information Theory (abrégé en PGIT). Ce groupe professionnel faisait partie de l'Institute of Radio Engineers (IRE). Après l'absorption de l'IRE par l'Institute of Electrical and Electronics Engineers (IEEE) en 1963, le nom a été modifié en IEEE Professional Technical Group on Information Theory, simplifié un a plus tard en IEEE Information Theory Group. Le nom définitif de IEEE Information Theory Society a été adopté en 1989,.

## Publications
La société publie les IEEE Transactions on Information Theory et les IEEE ITS Newsletter.

## Conférences
La société ITS parraine chaque année des conférences et des ateliers à l'échelle internationale.  La conférence phare de la société est le IEEE International Symposium on Information Theory (en)  (ISIT).

## Récompenses attribuées
La société IEEE Information Theory décerne plusieurs prix pour récompenser les membres et les groupes de la communauté informatique pour leur excellence dans la recherche ainsi que pour leurs efforts au nom de la société.
- Prix Claude-Shannon
- Prix Aaron Wyner du service rendu
- Prix du meilleur article de la Information Theory Society
- Prix du meilleur article décerné conjointement par la Communications Society et la Information Theory Society
- Conférence Padovani[6]
- Prix de recherche et d'enseignement James Massey pour jeunes chercheurs
- Prix de thèse Thomas Cover
- Prix Jack Keil Wolf ISIT d'article d'étudiant